# Dialogues des morts (Lucien de Samosate)
Pour les articles homonymes, voir Dialogue des morts.
Dialogues des morts est un ouvrage datant de l'Antiquité écrit par Lucien de Samosate et constitué de courtes scènes comportant généralement une dizaine de lignes au ton comique. Chaque texte met en scène deux ou trois personnages célèbres, désormais trépassés, abordant les thèmes de la beauté, de la force physique, de la richesse, du pouvoir ou de la gloire ; sujets qui n'ont plus aucune forme d'importance dans la mort.

## Liste des dialogues
Il comporte en tout 30 dialogues,.
1. Diogène et Pollux
2. Pluton, Crésus, Midas, Sardanapale et Ménippe
3. Ménippe, Amphiloque et Trophonius
4. Mercure et Charon
5. Pluton et Mercure
6. Terpsion et Pluton
7. Zénophante et Callidémide
8. Cnémon et Damnipper
9. Simylus et Polystrate
10. Charon, Mercure, plusieurs morts, Ménippe, Charmoléus, Lampichus, Damasias, un philosophe, un orateur
11. Cratès et Diogène
12. Alexandre, Annibal, Minos et Scipion
13. Diogène et Alexandre
14. Alexandre et Philippe
15. Achille et Antiloque
16. Diogène et Hercule
17. Ménippe et Tantale
18. Ménippe et Mercure
19. Éaque, Protésilas et Pâris
20. Ménippe et Éaque
21. Ménippe et Cerbère
22. Charon, Ménippe et Mercure
23. Protésilas, Pluton et Proserpine
24. Diogène et Mausole
25. Nirée, Thersite et Ménippe
26. Ménippe et Chiron
27. Diogène, Antisthène, Cratès, un mendiant
28. Ménippe et Tirésias
29. Ajax et Agamemnon
30. Minos et Sostrate

## Postérité
Dialogues des morts est l'un des plus célèbres écrits de Lucien de Samosate, au point d'avoir été une source d'inspiration pour plusieurs auteurs des siècles plus tard ; Julius : Dialogue entre Saint Pierre et le Pape Jules II à la porte du paradis en 1513, Phalarismus d'Ulrich von Hutten en 1517, Volpone de Ben Jonson en 1606, Dialogue des Héros de Nicolas Boileau en 1664, Dialogue des morts de Fontenelle en 1683, Dialogues des morts de Fénelon en 1712, Dialogue aux enfers entre Machiavel & Montesquieu de Maurice Joly en 1864 et Dialogue des morts d'Ernest Renan en 1886. 
Le dialogue de Minos et Sostrate met en scène le problème de la prédestination, qui aura beaucoup d'importance tant pour la Réforme que les Jansénistes,.